# Chivský chanát
Chivský chanát (uzbecky خیوه خانلیگی – Xiva xonligi; persky خانات خیوه‎) byl nezávislý a později polonezávislý chanát turkického národa Uzbeků v Asii v oblasti dolního povodí Amudarji. Existoval v letech 1512 až 1920, přičemž v letech 1740–1746 byl okupován perským šáhem Nádirem a od roku 1873 byl protektorátem Ruského impéria. Hlavním městem byl nejprve Kuňja-Urgenč, ale v důsledku změny toku Amudarji v roce 1576 se zhruba do roku 1620 stala hlavním městem Chiva.

Chivský chanát šedě v rámci Ruského impéria na mapě oblasti popisující stav v roce 1900

Vlajka užívaná chanátem krátce při závěrečném boji o vlastní přežití po roce 1917

V návaznosti na říjnovou revoluci v Rusku abdikoval v únoru 1920 poslední chán a na území chanátu byla 26. dubna 1920 vyhlášena Chórezmská lidová sovětská republika. Ta byla o pár let později rozdělena mezi Turkmenskou SSR a Uzbeckou SSR, z kterých později vznikly moderní Turkmenistán a Uzbekistán.